# Чжан Пенсян
Чжан Пенсян (кит. трад. 張鵬翔, спр. 张鹏翔, піньїнь: Zhāng Péngxiáng; нар. 29 червня 1980, Тяньцзінь) - це китайський шахіст, гросмейстер від 2001 року і чемпіон Азії 2007 року. 2001 став 12-м китайським гросмейстером. Найвищий рейтинг Ело мав у квітні 2007 року, досягнувши 2657 очок перебував тоді на 47-му місці у світі.

## Кар'єра
Чжан навчився грати в шахи, коли йому було 5 років, і у віці шести років почав грати в шкільних змаганнях. У 1992 і 1993 роках ставав чемпіоном країни серед юнаків.
1996 року став майстром ФІДЕ, а 1998-го - міжнародним майстром. 1999 року став чемпіоном країни юніорів.
1998 року посів 2-ге місце на Чемпіонат Китаю. У серпні 2001 року став гросмейстером (ГМ), коли виконав свою останню норму, з результатом з 7,5/11 посівши четверте на чемпіонаті Азії в Калькутті, переможцем якого став Сюй Цзюнь. Раніше того самого місяця переміг на Zhong Hong Real Estate Cup у Пекіні з результатом 8/11.
У листопаді 2001 року несподівано переміг екс-чемпіона світу Анатолія Карпова (який мав на 162 бали вищий Рейтинг Ело) в першому колі на Чемпіонаті світу ФІДЕ в Москві. Чжан, який посідав тоді за рейтингом 113-те місце в світі, звів дві партії з класичним контролем часу проти Карпова внічию і перевів гру на тайбрейк. У першій грі зі швидким контролем Чжан переміг у (слов'янському захисті), де він побудував надійну оборону чорними і зрештою в Карпова закінчився час у приблизно рівній позиції. На другому тай-брейку протилежними кольорами Карпов здався за 45 ходів у італійській партії.
Чжан вийшов у наступне коло, в якому зазнав поразки від Євгена Пігусова з рахунком 2-0.
У лютому 2002 року Чжан з результатом 6/8 поділив друге місце (поділив четверте на тай-брейку) на 2-му міжнародному турнірі Триньяк у Франції. У березні 2002 року виграв 9-й 'Anilbal' International Open у Лінаресі з результатом 8/10. Пізніше в березні 2002 року він посів друге місце на 25-му Сьюдад де Сан Себастьян з результатом 5,5/8 після переможця Юй Шаотена. У вересні 2002 року в Ціньхуандао вперше виграв чемпіонат Китаю.
У травні 2004 року посів друге місце на командному чемпіонаті Китаю з результатом 8/10. У серпні–вересні 2004 року в Барселоні на плей-оф виграв 6-й Sants Hostafrancs A-Open з результатом 8.5/10. 
У вересні 2004 року виграв 14-й Gros Xake Taldea International Open у Сан-Себастьяні,, а жовтні виграв Essent Open у Хогевені, набравши 7/9. У грудні 2004 року набравши 6,0/9 посів 4-те місце на Singapore Masters.
У лютому 2005 року Чжан виграв Festival International des Jeux в Каннах з майже досконалим результатом 8.5/9. У березні 2005 року став переможцем Міжнародного шахового фестивалю в Бад-Верісгофені з результатом 7.5/9. У травні 2005 року став четвертим на Dubai Open, де переміг Ван Хао. У жовтні 2005 року поділив друге місце (третє на Тай-брейку), набравши 5/10 (2684 TPR +71) на 2-му Samba Cup в Скандерборгу.
У листопаді 2006 року Чжан виграв 1-й Кубок президента Глорії Макапагал-Арройо в Манілі, посівши чисте перше місце з результатом 7,5 очок,, а в грудні виграв Singapore Masters.
У вересні 2007 року виграв чемпіонат Азії в Манілі попереду співвітчизника Ван Хао, який посів друге місце. Там він набрав 8/11 очок, показавши турнірний перформенс 2713.
У квітні 2008 року посів чисте друге місце на 2-му Міжнародному шаховому фестивалі Руя Лопеса в Мериді (Іспанія) з результатом 5/7 і турнірним перформенсом 2772.

## Збірна
Починаючи з 1997 року Чжан був членом збірної Китаю. Взяв участь у двох шахових олімпіадах 2002 та 2006 років (загальний результат: +5, =1, -4).
У 2003 році виграв золоту медаль в особистому заліку на 13-му командному чемпіонаті Азії в Джодхпурі. Також входив до складу збірної на 12-му командному чемпіонаті Азії 1999 року в Шеньяні.
Крім того, взяв участь у 2005 році на Командному чемпіонаті світу 2005 року в Беер-Шеві.

## Зміни рейтингу
| На цьому місці має відображатися графік чи діаграма, однак з технічних причин його відображення наразі вимкнено. Будь ласка, не видаляйте код, який викликає це повідомлення. Розробники вже працюють для того, щоби відновити штатне функціонування цього графіка або діаграми. | |
| | На цьому місці має відображатися графік чи діаграма, однак з технічних причин його відображення наразі вимкнено. Будь ласка, не видаляйте код, який викликає це повідомлення. Розробники вже працюють для того, щоби відновити штатне функціонування цього графіка або діаграми. |